# Nuevo Santiago
Nuevo Santiago es un corregimiento del distrito de Santiago, en la provincia de Veraguas, República de Panamá. Su creación fue establecida mediante Ley 68 del 30 de octubre de 2017, siendo segregado de los corregimientos de Santiago y San Martín de Porres. La Cabecera del Corregimiento de Nuevo Santiago es La Rinconada. Actualmente las oficinas del Corregidor se encuentra en la entrada de la Urbanización San Antonio, tercera casa.

## Historia
El primer representante del corregimiento de Nuevo Santiago es Expedito Mesías Cortés Escobar, electo en las Elecciones Generales de 2019 y ocupará el cargo hasta el año 2024. 
La Junta directiva de la Junta Comunal de Nuevo Santiago está compuesta de la siguiente forma: Expedito Cortés (Presidente), Juan Carlos Gómez (Tesorero), Kymberly Hernández (Secretaria), Milagros Girón (Fiscal) y Hilton Octavio Trottman (Vocal).
El corregimiento tiene una superficie de 23.6 km², que representa el 2.5% del territorio del distrito de Santiago de Veraguas.
Los límites del corregimiento son: al norte el corregimiento de Urracá, al este el corregimiento de Carlos Santana Ávila, al sureste el corregimiento de San Antonio, al suroeste el corregimiento de Santiago y al oeste el corregimiento de San Martín de Porres.
Lo componen 23 comunidades, estas son: Barriada Jesús Nazareno, Cinco de Mayo, La Rinconada, Bajo de la Rinconada, Barriada Nuevo Santiago, Punta Delgadita (sector este), Villa Icha, Cañacilas Vía Aeropuerto, Guayaquil, Los Rujanos, Las Pericas, Urbanización San Antonio, Barriada Urbanización San Antonio, Villas de San Antonio, Quinta de Don Bosco, Villa de Jesús, Villa de San José, La Unión, Villa Elisa, Residencial el Carmen, San Antonio, Los Tecas y Brisas de San Antonio.
El comercio es la principal actividad del corregimiento, puesto que cuenta con una importante porción de los comercios del distrito de Santiago, seguido de la agricultura y ganadería que ocupan más del 80% del territorio.
Por otro lado en Nuevo Santiago se han construido 11 proyectos habitacionales en los últimos 20 años y se estima que la población actual es de más de 7,000 habitantes.
Existen 4 escuelas en el corregimiento: Escuela Angélica P. de Riera, Escuela de Guayaquil, Escuela de San Antonio y The Oxford School.
Actualmente existen 3 rutas de transporte público: Punta Delgadita - Santiago, Guayaquil - Santiago y Urbanización San Antonio - Santiago.